# W. D. Valgardson
William Dempsey Valgardson (* 7. Mai 1939 in Winnipeg, Manitoba) ist ein kanadischer Schriftsteller, der Romane, Kurzgeschichten und Gedichte verfasst sowie zwei namhafte kanadische Literaturpreise erhalten hat.

## Leben
Der in Winnipeg, Manitoba, geborene William Dempsey Valgardson wuchs in Gimli, Manitoba in einer Familie isländischer Herkunft auf. Valgardson schloss einen Bachelor am United College ab, erreichte einen Bachelor of Education an der University of Manitoba und seinen Master of Fine Arts an der University of Iowa. Für lange Zeit arbeitete er als Dozent für Kreatives Schreiben an der University of Victoria in British Columbia.
Sein Schreiben konzentriert sich meist auf die kulturellen Unterschiede innerhalb Kanadas und verwendet Ironie und Symbolismus als gestalterische Stilmittel. Seine Kurzgeschichten stellen normale Menschen in normalen Situationen, aber unter bestimmten Lebensumständen dar, die sie in ungewöhnliche und überraschende Lebenslösungen münden lassen.
W. D. Valgardson gewann verschiedene Auszeichnungen und Ehrungen. Darunter war der Books in Canada First Novel Award für Gentle Sinners (1980) und der zu den BC Book Prizes gehörende Ethel Wilson Fiction Prize für The Girl With the Botticelli Face (1992). Seine Kurzgeschichte Bloodflowers wurde 1971 unter die Best American Short Stories aufgenommen.
In seinem Werk fallen neben den Kinderbücher auch jene Kurzgeschichten auf, die er speziell für Jugendliche verfasst hat.

## Werk
Kurzgeschichten
- Bloodflowers: Ten Stories. Oberon Press, 1973
- God is Not a Fish Inspector. Oberon, 1975
- Red Dust. Oberon, 1978
  - Auszug: Gelegenheitskauf im Dezember. In: Kolumbus und die Riesendame. Übers. Elfi Schneidenbach. Aufbau Verlag atv, TB, Berlin 1992
- What Can't Be Changed Shouldn't Be Mourned. Douglas & McIntyre, 1990
- The Divorced Kids Club short stories for junior high. Groundwood, 1998
- Frances novel for junior high. Groundwood, 2002
- Schnee, in Moderne Erzähler der Welt. Kanada. Hg. & Übers. Walter E. Riedel. Erdmann, 1976, S. 363–371 (Snow, aus The Malahat Review)
- A Matter of Balance

Gedichte
- In The Gutting Shed. Turnstone Press, 1976
- The carpenter of dreams : poems – Victoria, B.C. : Skaldhus Press, 1986

Romane
- Gentle Sinners. Oberon Press 1980
- The Girl With the Botticelli Face Douglas & McIntyre, 1992
- What Can't Be Changed Shouldn't Be Mourned [E-Book]. Douglas & McIntyre, New York 2009

Kinder- und Jugendbücher
- Thor children's picture book, illustrated by Ange Zhang. Groundwood, 1994
- Winter Rescue illustrated by Ange Zhang. 1st U.S. ed. 1995. Margaret K. McElderry Books, New York 1995
- Sarah and the People of Sand River children's picture book, illustrations by Ian Wallace. Groundwood, 1996
- Garbage Creek and Other Stories. Groundwood, 1997

Anthologien
- What The Bear Said: Skald tales from New Iceland folk tales from Lake Winnipeg. Turnstone Press, 2011

Filmskripte
- God Is Not A Fish Inspector. Allan Kroeker, Dept. of Education, Manitoba 1980
  - Textfassung deutsch: Gott ist kein Fischereiinspektor. In: Gute Wanderschaft, mein Bruder. Übers. Undine Korn. St. Benno Verlag, Leipzig 1986 (engl. 1975)
- Capital. Regie: Allan Kroeker, 1981, 28 min 40 s
- The Pedlar based on "A Place of One's Own", Regie: Allan Kroeker Produced by: Michael Scott 1982, 54 min 32 s
- Gentle Sinners film (1983) 105 min, Regie: Eric Till

Rundfunkskripte
- Bloodflowers. CBC 1983
- Granite Point. CBC 1983
- Seiche radio drama, CBC, 1988
- The Divorced Kids Club short stories for junior high – Groundwood, 1998

## Auszeichnungen und Nominierungen
- 1980: Books in Canada First Novel Award für Gentle Sinners
- 1992: Ethel Wilson Fiction Prize für The Girl With the Botticelli Face
- 1997: Shortlist, Sheila A. Egoff Children’s Literature Prize für Sarah and the People of Sand River
- 2000: Shortlist, Sheila A. Egoff Children's Literature Prize für The Divorced Kids Club and Other Stories

## Notizen
1. ↑  nach anderen Quellen 1980 zuerst erschienen. Deutsche Fassung: Gleichgewicht. In: Erkundungen. 26 kanadische Erzähler. Hgg. Karla El-Hassan, Helga Militz. Verlag Volk und Welt, Berlin 1986, S. 247–260. In Englisch wieder in Contemporary Canadian Short Stories. Reclam, Stuttgart 1990.

| Personendaten    | Personendaten                                                        |
| ---------------- | -------------------------------------------------------------------- |
| NAME             | Valgardson, W. D.                                                    |
| ALTERNATIVNAMEN  | Valgardson, William Dempsey                                          |
| KURZBESCHREIBUNG | kanadischer Schriftsteller und Hochschullehrer isländischer Herkunft |
| GEBURTSDATUM     | 7. Mai 1939                                                          |
| GEBURTSORT       | Winnipeg, Manitoba, Kanada                                           |